# 西堀前通
西堀前通（にしぼりまえどおり）は、新潟県新潟市中央区の町字。現行行政地名は西堀前通1番町から西堀前通11番町。住居表示未実施区域。郵便番号は951-8062。

## 概要
1872年（明治5年）から現在までの町名で、新潟町の町域改編に伴い寺町通から改称。一番堀通町の白山神社付近を起点に南西から北東に伸びる通りに沿って古くからの商店街がある。1番町から11番町まである。

### 隣接している町字
北から東回り順に、以下の町字と隣接する。
- 古町通
- 一番堀通町
- 学校町通
- 医学町通
- 西堀通

## 世帯数と人口
2018年（平成30年）1月31日現在の世帯数と人口は以下の通りである。
| 町丁                 | 世帯数  | 人口  |
| -------------------- | ------- | ----- |
| 西堀前通1番町        | 15世帯  | 24人  |
| 西堀前通2番町        | 62世帯  | 135人 |
| 西堀前通3番町        | 29世帯  | 44人  |
| 西堀前通4番町        | 32世帯  | 41人  |
| 西堀前通5番町・6番町 | 68世帯  | 110人 |
| 西堀前通8番町・9番町 | 23世帯  | 32人  |
| 西堀前通10番町       | 26世帯  | 55人  |
| 西堀前通11番町       | 44世帯  | 74人  |
| 計                   | 299世帯 | 515人 |

## 歴史

### 年表
- 1872年（明治5年） : 新潟町の町域改編に伴い寺町通の一部から「西堀前通」に改称する。
- 1879年（明治12年）4月9日 : 新潟町の区制移行により、新潟区の町丁となる。
- 1889年（明治22年）4月1日 : 新潟区の市制施行により新潟市の町丁となる。
- 2007年（平成19年）4月1日 : 新潟市の政令指定都市移行により、中央区の町丁となる。

## 小・中学校の学区
市立小・中学校に通う場合、学区は以下の通りとなる。
| 町丁           | 番地 | 小学校               | 中学校                 |
| -------------- | ---- | -------------------- | ---------------------- |
| 西堀前通1番町  | 全域 | 新潟市立白山小学校   | 新潟市立白新中学校     |
| 西堀前通2番町  | 全域 | 新潟市立白山小学校   | 新潟市立白新中学校     |
| 西堀前通3番町  | 全域 | 新潟市立白山小学校   | 新潟市立白新中学校     |
| 西堀前通4番町  | 全域 | 新潟市立白山小学校   | 新潟市立白新中学校     |
| 西堀前通5番町  | 全域 | 新潟市立白山小学校   | 新潟市立白新中学校     |
| 西堀前通6番町  | 全域 | 新潟市立新潟小学校   | 新潟市立寄居中学校     |
| 西堀前通7番町  | 全域 | 新潟市立新潟小学校   | 新潟市立寄居中学校     |
| 西堀前通8番町  | 全域 | 新潟市立新潟小学校   | 新潟市立寄居中学校     |
| 西堀前通9番町  | 全域 | 新潟市立新潟小学校   | 新潟市立寄居中学校     |
| 西堀前通10番町 | 全域 | 新潟市立日和山小学校 | 新潟市立新潟柳都中学校 |
| 西堀前通11番町 | 全域 | 新潟市立日和山小学校 | 新潟市立新潟柳都中学校 |

## 地域

### 1番町から4番町
主な企業・施設
- ギャラリー蔵織
- 笹川餅屋
笹団子の製造

### 5番町から6番町
主な企業・施設
- 西堀6番館ビル
- Co-c.g.

### 7番町
かつて存在した施設
- 三菱UFJ銀行新潟支店
- 大光銀行新潟支店
いずれも隣接する古町ルフルに移転[7][8]

### 8番町から9番町
古町花街の区画の一部。